# アルフレート・ヴィルム
アルフレート・ヴィルム（Alfred Wilm、1869年6月25日 - 1937年8月6日）はドイツの冶金学者。Al-3.5–5.5%Cu-Mg-Mnの合金を発明した。これは現在ジュラルミンとして知られており、航空機に広く使われている。

## 経歴
1901年からノイバーベルスベルクにある軍事研究所NUTZに勤務し、時効硬化、特にアルミニウム合金の時効硬化を発見した。
ヴィルムは1903年頃から鋼以外の金属でも適当な元素を添加して「焼入れ」を行なうことで硬度が増すと考えたがなかなかそうはならなかった。しかし、1906年9月、銅を4%、マグネシウムを0.5%含有するアルミニウム合金を焼入れして翌々日に硬度を測定すると、非常に硬くなっていることに気づき時効硬化を初めて発見した。この発見はAl-Cu合金試験片の硬度測定により室温において硬度が増加することが偶然発見された後にされた。この硬度増加は測定が週末に中断された後に確認され、月曜に再開されたとき硬度が増加していた。
ドイツの兵器弾薬製造会社にある研究所で、アルミニウムの強度をあげるために種々の合金元素を加える実験を繰り返す。1906年、Al-3.5–5.5%Cu-Mg-MnでMgとMnは1%未満の合金を開発し、特許を申請した。この合金はデューレナー・メタルヴェルゲ社からジュラルミン（銅4.2%、マグネシウム0.5%、マンガン0.6%のアルミニウム合金）として製品化された。
幾分変なことではあるが、ヴィルムは1911年まで時効硬化に関する記事を書いていなかった。そのとき弾薬として真鍮に代わるアルミニウム合金を開発していた。ジュラルミンに関する特許は無視され、多くの会社により侵害され、ヴィルムは奮闘したが権利の保護には成功しなかった。  
1919年、研究所を退所し農家になった。1937年8月6日、ザールベルク (Saalberg) の農場で亡くなった。